# Anniversary Games 2021
Die Anniversary Games 2021, offiziell Müller Anniversary Games, war ein Leichtathletik-Veranstaltung, welche am 13. Juli 2021 im Gateshead International Stadium im nordenglischen Gateshead stattfand und Teil der Diamond League war. Es war dies die 24. Austragung dieser Veranstaltung und stellte 2021 den Beginn der Diamond League dar. Die Veranstaltung wurden aufgrund der Corona-Bestimmungen ins nordenglische Gateshead verlegt und fanden nicht wie üblich in der Hauptstadt London statt.

## Ergebnisse

### Männer

#### 100 m
| Platz | Athlet          | Land | Zeit (s) |
| ----- | --------------- | ---- | -------- |
| 1     | Trayvon Bromell | USA  | 09,98    |
| 2     | Chijindu Ujah   | GBR  | 10,10    |
| 3     | Zharnel Hughes  | GBR  | 10,13    |
| 4     | Andre De Grasse | CAN  | 10,13    |
| 5     | Fred Kerley     | USA  | 10,13    |
| 6     | Mike Rodgers    | USA  | 10,17    |
| 7     | Isiah Young     | USA  | 10,21    |
| 8     | Adam Gemili     | GBR  | 10,21    |

Wind: +0,4 m/s

#### 800 m
| Platz | Athlet                    | Land | Zeit (min) |
| ----- | ------------------------- | ---- | ---------- |
| 1     | Isaiah Harris             | USA  | 1:44,76    |
| 2     | Wycliffe Kinyamal         | KEN  | 1:44,91    |
| 3     | Peter Bol                 | AUS  | 1:45,22    |
| 4     | Álvaro de Arriba          | ESP  | 1:45,36 SB |
| 5     | Bryce Hoppel              | USA  | 1:45,45    |
| 6     | Clayton Murphy            | USA  | 1:45,72    |
| 7     | Jamie Webb                | GBR  | 1:45,97    |
| 8     | Saúl Ordóñez              | ESP  | 1:46,02    |
| 9     | Amel Tuka                 | BIH  | 1:46,25    |
| 10    | Jeffrey Riseley           | AUS  | 1:50,05    |
|       | Erik Sowinski (Pacemaker) | USA  | DNF        |

#### 3000 m
| Platz                     | Athlet                  | Land | Zeit (min)    |
| ------------------------- | ----------------------- | ---- | ------------- |
| 1                         | Mohamed Katir           | ESP  | 7:27,64 NR MR |
| 2                         | Stewart McSweyn         | AUS  | 7:28,94       |
| 3                         | Andrew Butchart         | GBR  | 7:35,18 PB    |
| 4                         | Jacob Krop              | KEN  | 7:35,34       |
| 5                         | Matthew Ramsden         | AUS  | 7:35,65 PB    |
| 6                         | Patrick Dever           | GBR  | 7:37,39 PB    |
| 7                         | Michael Kibet           | KEN  | 7:37,80 PB    |
| 8                         | Yemaneberhan Crippa     | ITA  | 7:37,90 NR    |
| 9                         | Thomas Mortimer         | GBR  | 7:38,73 PB    |
| 10                        | Sam Atkin               | GBR  | 7:39,71 PB    |
| 11                        | Fernando Carro Morillo  | ESP  | 7:41,20 PB    |
| 12                        | Jack Rowe               | GBR  | 7:42,15 PB    |
| 13                        | Sergio Jiménez          | ESP  | 7:47,95 PB    |
| 14                        | David McNeill           | AUS  | 7:49,32       |
| 15                        | Benjamin Flanagan       | CAN  | 7:54,32 PB    |
| 16                        | Jonathan Davies         | GBR  | 8:13,77       |
|                           | Adam Clarke (Pacemaker) | GBR  | DNF           |
| Vincent Kibet (Pacemaker) | KEN                     | DNF  |               |

#### 110 m Hürden
| Platz | Athlet             | Land | Zeit (s) |
| ----- | ------------------ | ---- | -------- |
| 1     | Ronald Levy        | JAM  | 13,22    |
| 2     | Omar McLeod        | JAM  | 13,42    |
| 3     | Andrew Pozzi       | GBR  | 13,45    |
| 4     | Robert Dunning     | USA  | 13,71    |
| 5     | Rasheed Broadbell  | JAM  | 13,84    |
| 6     | Tade Ojora         | GBR  | 13,87    |
| 7     | Paolo Dal Molin    | ITA  | 13,97    |
| 8     | Freddie Crittenden | USA  | 19,26    |

Wind: +0,8 m/s

#### Hochsprung
| Platz                 | Athlet           | Land | Höhe (m) |
| --------------------- | ---------------- | ---- | -------- |
| 1                     | Donald Thomas    | BHS  | 2,25     |
| 2                     | Marco Fassinotti | ITA  | 2,25     |
| 3                     | Fabian Delryd    | SWE  | 2,22     |
| 4                     | Tobias Potye     | GER  | 2,22     |
| 5                     | Péter Bakosi     | HUN  | 2,18     |
| 6                     | Chris Baker      | GBR  | 2,14     |
| 6                     | Joel Khan        | GBR  | 2,14     |
|                       | Dániel Jankovics | HUN  | NH       |
| Nauraj Singh Randhawa | MAS              | NH   |          |

#### Dreisprung
| Platz | Athlet                 | Land | Weite (m) |
| ----- | ---------------------- | ---- | --------- |
| 1     | Pedro Pablo Pichardo   | POR  | 17,50     |
| 2     | Tobia Bocchi           | ITA  | 17,04     |
| 3     | Tiago Pereira          | POR  | 17,11 PB  |
| 4     | Pablo Torrijos         | ESP  | 16,66     |
| 5     | Almir dos Santos       | BRA  | 16,66     |
| 6     | Benjamin Williams      | GBR  | 16,22     |
| 7     | Nikolaos Andrikopoulos | GRC  | 16,14     |
| 8     | Efe Uwaifo             | GBR  | 15,91     |

#### Speerwurf
| Platz | Athlet          | Land | Weite (m) |
| ----- | --------------- | ---- | --------- |
| 1     | Johannes Vetter | GER  | 85,25     |
| 2     | Julian Weber    | GER  | 81,07     |
| 3     | Keshorn Walcott | TTO  | 82,81     |
| 4     | Jakub Vadlejch  | CZE  | 80,85     |
| 5     | Anderson Peters | GRN  | 80,59     |
| 6     | Gatis Čakšs     | LAT  | 77,12     |
| 7     | Leandro Ramos   | POR  | 76,35     |
| 8     | Patriks Gailums | LAT  | 73,54     |

### Frauen

#### 200 m
| Platz | Athletin              | Land | Zeit (s) |
| ----- | --------------------- | ---- | -------- |
| 1     | Elaine Thompson-Herah | JAM  | 22,43    |
| 2     | Jodie Williams        | GBR  | 22,60 SB |
| 3     | Blessing Okagbare     | NGR  | 22,61    |
| 4     | Tamara Clark          | USA  | 22,62    |
| 5     | Beth Dobbin           | GBR  | 22,92    |
| 6     | Dezerea Bryant        | USA  | 22,95    |
| 7     | Daryll Neita          | GBR  | 23,06 PB |
| 8     | Natasha Morrison      | JAM  | 23,16    |

Wind: +0,2 m/s

#### 400 m
| Platz | Athletin                | Land | Zeit (s) |
| ----- | ----------------------- | ---- | -------- |
| 1     | Stephenie Ann McPherson | JAM  | 50,44    |
| 2     | Jodie Williams          | GBR  | 50,94 PB |
| 3     | Lieke Klaver            | NED  | 51,54    |
| 4     | Natalia Kaczmarek       | POL  | 51,54    |
| 5     | Nicole Yeargin          | GBR  | 51,77    |
| 6     | Sada Williams           | BAR  | 52,34    |
| 7     | Ama Pipi                | GBR  | 52,50    |
| 8     | Lisanne de Witte        | NED  | 52,67    |

#### Meile
| Platz                        | Athletin                    | Land | Zeit (min) |
| ---------------------------- | --------------------------- | ---- | ---------- |
| 1                            | Kate Grace                  | USA  | 4:27,20 WL |
| 2                            | Katie Snowden               | GBR  | 4:28,04    |
| 3                            | Helen Schlachtenhaufen      | USA  | 4:28,13    |
| 4                            | Marta Pérez                 | ESP  | 4:28,24 PB |
| 5                            | Winnie Nanyondo             | UGA  | 4:29,08    |
| 6                            | Sarah Healy                 | IRL  | 4:29,38 PB |
| 7                            | Rebecca Mehra               | USA  | 4:30,80 PB |
| 8                            | Jessica Judd                | GBR  | 4:31,18    |
| 9                            | Marta García                | ESP  | 4:31,41    |
| 10                           | Revée Walcott-Nolan         | GBR  | 4:32,30    |
| 11                           | Federica Del Buono          | ITA  | 4:32,64    |
| 12                           | Erin Wallace                | ETH  | 4:35,37 PB |
| 13                           | Britt Ummels                | NED  | 4:36,11 PB |
|                              | Aneta Lemiesz (Pacemakerin) | POL  | DNF        |
| Chanelle Price (Pacemakerin) | USA                         | DNF  |            |

#### 100 m Hürden
| Platz | Athletin          | Land | Zeit (s) |
| ----- | ----------------- | ---- | -------- |
| 1     | Cindy Sember      | GBR  | 12,69    |
| 2     | Payton Chadwick   | USA  | 12,75    |
| 3     | Nadine Visser     | NED  | 12,78 SB |
| 4     | Danielle Williams | JAM  | 12,78    |
| 5     | Britany Anderson  | JAM  | 12,81    |
| 6     | Hannah Jones      | AUS  | 13,39    |
| 7     | Alicia Barrett    | GBR  | DNF      |

Wind: +1,5 m/s

#### 400 m Hürden
| Platz | Athletin           | Land | Zeit (s) |
| ----- | ------------------ | ---- | -------- |
| 1     | Femke Bol          | NED  | 53,24    |
| 2     | Shamier Little     | USA  | 54,53    |
| 3     | Janieve Russell    | JAM  | 54,66    |
| 4     | Jessie Knight      | GBR  | 54,69 PB |
| 5     | Cara Nnenya Hailey | USA  | 55,16    |
| 6     | Léa Sprunger       | SUI  | 55,39    |
| 7     | Meghan Beesley     | GBR  | 57,04    |
|       | Ashley Spencer     | USA  | DNS      |

#### Stabhochsprung
| Platz | Athletin               | Land | Höhe (m) |
| ----- | ---------------------- | ---- | -------- |
| 1     | Sandi Morris           | USA  | 4,76     |
| 2     | Holly Bradshaw         | GBR  | 4,71     |
| 3     | Wilma Murto            | FIN  | 4,61     |
| 4     | Nikoleta Kyriakopoulou | GRC  | 4,51     |
| 5     | Molly Caudery          | GBR  | 4,51 SB  |
| 6     | Roberta Bruni          | ITA  | 4,36     |
| 7     | Olivia Gruver          | USA  | 4,36     |
| 8     | Michaela Meijer        | SWE  | 4,21     |

#### Weitsprung
| Platz | Athletin                  | Land | Weite (m) |
| ----- | ------------------------- | ---- | --------- |
| 1     | Maryna Bech-Romantschuk   | UKR  | 6,77      |
| 2     | Malaika Mihambo           | GER  | 6,65      |
| 3     | Fátima Diame              | ESP  | 6,67      |
| 4     | Jazmin Sawyers            | GBR  | 6,62      |
| 5     | Abigail Irozuru           | GBR  | 6,60      |
| 6     | Taliyah Brooks            | USA  | 6,44      |
| 7     | Sha'Keela Saunders        | USA  | 6,24      |
| 8     | Katarina Johnson-Thompson | GBR  | 6,10      |
|       | Khaddi Sagnia             | SWE  | NM        |